# John Boys

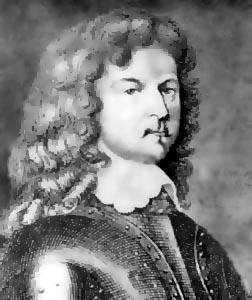
John Boys

John Boys (ur. 1607 w Bonnington w hrabstwie Kent, zm. 8 października 1664 tamże) – angielski żołnierz, rojalista podczas wojny domowej, najstarszy syn Edwarda Boysa of Bonnington i Jane Sanders, córki Edwarda Sandersa of Northborne. Został ochrzczony 5 kwietnia 1607 r. w Chillendon.
Najważniejszym czynem Boysa była obrona zamku Donnington podczas angielskiej wojny domowej. Zamek Donnington znajduje się na północ od miasta Newbury. W 1643 r. król Karol I Stuart obsadził go swoim garnizonem, który miał kontrolować drogi Oksford-Southampton i Londyn-Bath. Dowódcą garnizonu został podpułkownik John Boys, który wydał 1000 funtów na wzmocnienie ziemnych umocnień wokół twierdzy. Regiment, którym dowodził Boys liczył 200 ludzi, 25 koni i 4 działa.
Oblężenie rozpoczęło się 31 lipca 1644 r., kiedy zamek został zaatakowany przez 3000 żołnierzy Armii Nowego Wzoru pod dowództwem Johna Middletona. Middleton zaatakował bez wsparcia artylerii, więc jego atak został odparty, a jego oddział stracił 300 zabitych. 29 września pod zamek nadeszły oddziały pułkownika Jeremy’ego Hortona, które rozpoczęły 12-dniową blokadę zamku. Pomimo ciężkiego ostrzału artyleryjskiego Boys odrzucił propozycję kapitulacji, a nawet zażądał jej od Hortona.
Armia parlamentu odstąpiła od twierdzy, ale tylko na kilka dni. 4 października pod zamek nadciągnęły oddziały Edwarda Montagu, hrabiego Manchester. Boys odparł pierwszy szturm i wytrzymał ostrzał artyleryjski do czasu nadejścia wojsk Karola I. Manchester odstąpił od zamku, a Boys, za swoje zasługi przy obronie zamku, otrzymał 21 października tytuł szlachecki, a także awans na pułkownika regimentu Rivers, którym dowodził w Donnington.
27 października Boys brał udział w drugiej bitwie pod Newbury, dowodząc artylerią w zamku Donnington. Rojaliści ponieśli w tej bitwie porażkę i musieli się wycofać, a zamek został oblężony przez oddziały sir Williama Waltera. Boys ponownie odrzucił propozycję kapitulacji i doczekał 9 listopada, kiedy Karol nadciągnął z odsieczą.
Armia parlamentarna ponownie pojawiła się pod zamkiem Donnington w listopadzie 1645 r. Właściwe działania rozpoczęły się dopiero na wiosnę 1646 r. Po ciężkim bombardowaniu Boys zwrócił się do Karola I z pytaniem o dalsze działania. Karol nie miał sił aby przyjść Boysowi z odsieczą, więc ten rozpoczął rozmowy w sprawie kapitulacji. Ostatecznie zamek skapitulował 1 kwietnia. Garnizon otrzymał pozwolenie na przejście z chorągwiami i bębnami do rojalistycznego garnizonu w Wallingford.
Po kapitulacji Donnington Boys powrócił do Kentu. Za postawę podczas walk o zamek otrzymał urząd lorda strażnika Pięciu Portów. W sierpniu 1648 r. podjął nieudaną próbę opanowania zamku Walmer. W tym samym został zastąpiony na stanowisku lorda strażnika przez sir Agernona Sydneya. W 1659 r. Boys został uwięziony w zamku w Dover za „petycję w sprawie wolnego parlamentu”. Został uwolniony 23 lutego 1660 r. Z łaski nowego króla Karola II został urzędnikiem miejskim w Dover.
Zmarł kilka lat później, 8 lutego 1664 r. Został pochowany w kościele parafialnym w Goodnestone-next-Wingham, niedaleko Canterbury. Był dwukrotnie żonaty. Ze swoją pierwszą żoną, Lucy, miał pięć córek. Z drugą, Elizabeth Fotherby, córką sir Johna Fotherby’ego of Barham, nie miał dzieci.